# Zasloužilý právník Ukrajiny
Zasloužilý právník Ukrajiny (ukrajinsky Заслужений юрист України) je státní vyznamenání Ukrajiny udílené právníkům za přínos k rozvoji právního státu.

## Pravidla udílení
V souladu s nařízením o čestných titulech Ukrajiny se čestný titul Zasloužilý právník Ukrajiny udílí právníkům působícím ve veřejných orgánech a orgánech místní samosprávy, státním zástupcům, zaměstnancům státní bezpečnosti, vnitra, pracovníkům v advokacii, právníkům pracujícím pro podniky, instituce a organizace. Udílen je za přínos k rozvoji právního státu. Osoby nominované na udělení tohoto ocenění musí mít vysokoškolské vzdělání. Lze jej udělit občanům Ukrajiny, cizincům i lidem bez státní příslušnosti. Nelze jej však udělit posmrtně.

## Popis odznaku
Odznak se svým vzhledem podobá dalším odznakům čestných ukrajinských titulů v kategorii zasloužilý. Odznak má tvar oválného věnce spleteného ze dvou větviček vavřínových listů. Ve spodní části jsou větvičky spojeny stuhou. Uprostřed odznaku je nápis Заслуженный юрист. V horní části je věnec přerušen státním znakem Ukrajiny. Všechny nápisy i motivy jsou na odznaku vyraženy. Na zadní straně je spona umožňující jeho připnutí k oděvu. Odznak je vyroben ze stříbra.